# سیارک ۳۹۵۹
سیارک ۳۹۵۹ (به انگلیسی: 3959 Irwin، نامگذاری:1954UN2) سه هزار و نهصد و پنجاه و نهمین سیارک کشف شده‌است که در ۲۸ اکتبر ۱۹۵۴ کشف شد.
قدر مطلق سیارک برابر ۱۴٫۰۰ است.